# John Holmes (compositore)
John Holmes (... – 1629) è stato un cantore e compositore inglese della musica rinascimentale.

## Biografia
Nel corso della sua carriera, Holmes lavorò presso la Cattedrale di Winchester e quella Salisbury. Venne nominato maestro del coro a Salisbury nel 1621 e mantenne il ruolo fino alla morte.
Il suo madrigale Thus Bonny-boots The Birthday Celebrated venne incluso in The Triumphs of Oriana, una collezione di pezzi vocali pubblicata nel 1601.